# Sabellianism
Sabellianism, kristologisk lära, uppkallad efter teologen Sabellius, som undervisade i Rom under 200-talets första hälft.
Sabellius lärde att Fadern, Sonen och Anden utgör en enhet. De tre är blott olika uppenbarelsesätt, latin modi, en uppfattning som sabellianerna delade med modalismen. I motsats till dynamismen hävdade Sabellius starkt Sonens väsensenhet med Fadern. 
Sabellianismen avvisades som kättare av den katolska kyrkan, vid ett kyrkomöte år 261.